# Claudio Golinelli
Claudio Golinelli (Plasencia, 1 de mayo de 1962) es un deportista italiano que compitió en ciclismo en la modalidad de pista, especialista en las pruebas de velocidad individual y keirin.
Ganó ocho medallas en el Campeonato Mundial de Ciclismo en Pista entre los años 1987 y 1991.

## Medallero internacional
| Campeonato Mundial | Campeonato Mundial   | Campeonato Mundial | Campeonato Mundial       |
| Año                | Lugar                | Medalla            | Competición              |
| ------------------ | -------------------- | ------------------ | ------------------------ |
| 1987               | Viena (Austria)      | Medalla de plata   | Keirin (P)               |
| 1987               | Viena (Austria)      | Medalla de bronce  | Velocidad individual (P) |
| 1988               | Gante (Bélgica)      | Medalla de oro     | Keirin (P)               |
| 1989               | Lyon (Francia)       | Medalla de oro     | Velocidad individual (P) |
| 1989               | Lyon (Francia)       | Medalla de oro     | Keirin (P)               |
| 1990               | Maebashi (Japón)     | Medalla de plata   | Velocidad individual (P) |
| 1990               | Maebashi (Japón)     | Medalla de bronce  | Keirin (P)               |
| 1991               | Stuttgart (Alemania) | Medalla de plata   | Keirin (P)               |